# Себоєта (Нью-Мексико)
Себоєта (англ. Seboyeta) — переписна місцевість (CDP) в США, в окрузі Сібола штату Нью-Мексико. Населення — 164 особи (2020).

## Географія
Себоєта розташована за координатами 35°13′30″ пн. ш. 107°24′51″ зх. д. / 35.22500° пн. ш. 107.41417° зх. д. (35.225014, -107.414073).  За даними Бюро перепису населення США в 2010 році переписна місцевість мала площу 29,83 км², з яких 29,81 км² — суходіл та 0,02 км² — водойми.

## Демографія
Згідно з переписом 2010 року, у переписній місцевості мешкало 179 осіб у 67 домогосподарствах у складі 52 родин. Густота населення становила 6 осіб/км².  Було 79 помешкань (3/км²).
Расовий склад населення:
| - 49,2 % — білих - 9,5 % — корінних американців - 32,4 % — осіб інших рас |

До двох чи більше рас належало 8,9 %. Частка іспаномовних становила 78,8 % від усіх жителів.
За віковим діапазоном населення розподілялося таким чином: 24,0 % — особи молодші 18 років, 65,9 % — особи у віці 18—64 років, 10,1 % — особи у віці 65 років та старші. Медіана віку мешканця становила 45,8 року. На 100 осіб жіночої статі у переписній місцевості припадало 110,6 чоловіків;  на 100 жінок у віці від 18 років та старших — 115,9 чоловіків також старших 18 років.
За межею бідності перебувало 11,1 % осіб, у тому числі 0,0 % дітей у віці до 18 років та 0,0 % осіб у віці 65 років та старших.
Цивільне працевлаштоване населення становило 42 особи. Основні галузі зайнятості: роздрібна торгівля — 100,0 %.